# Marina Bay

El skyline de Marina Bay. En primer plano, Marina Bay Sands.

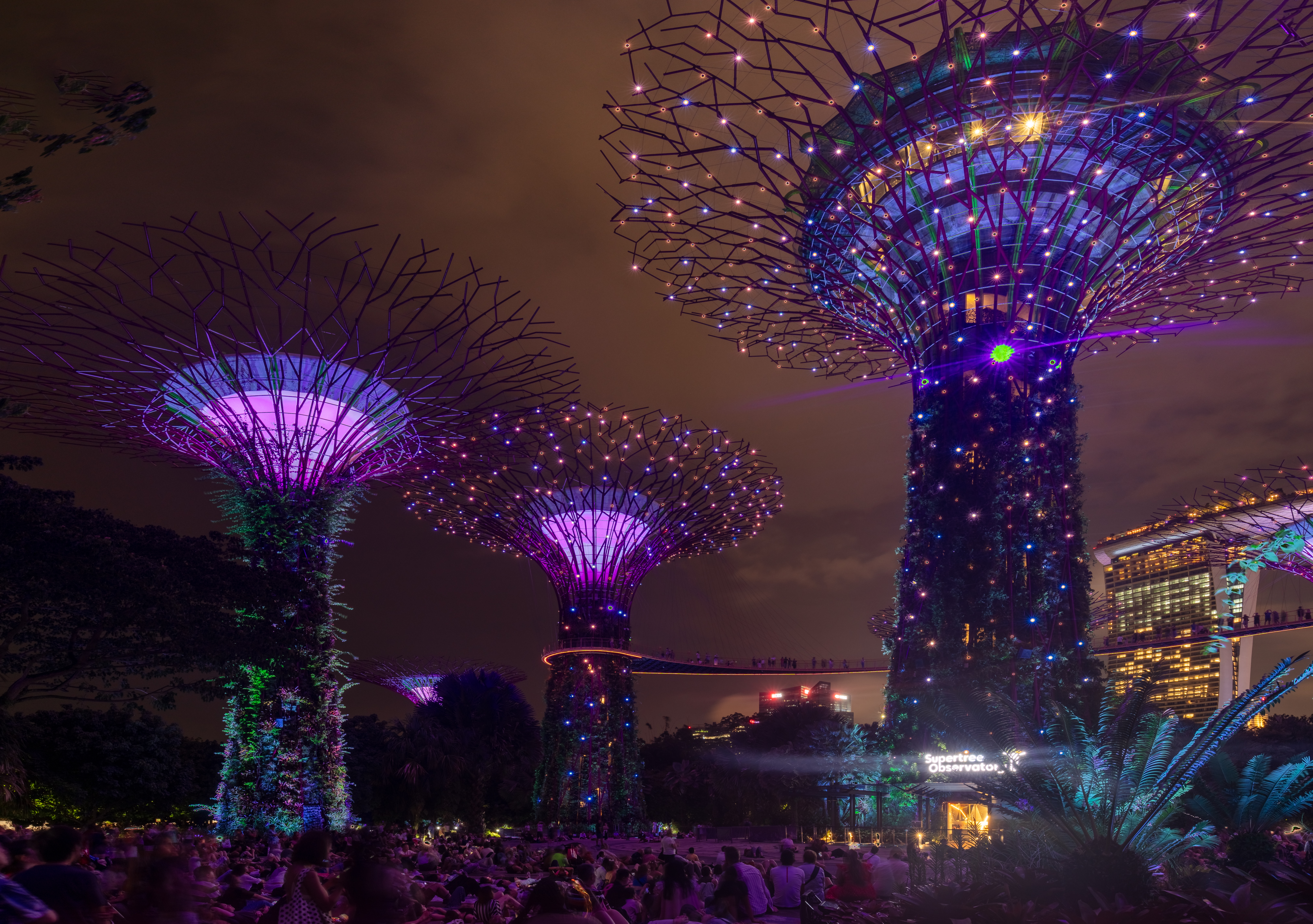
El parque Gardens by the Bay, en Marina Bay.

Marina Bay es una bahía situada en la ciudad-estado de Singapur, dentro del Consejo de Desarrollo Central (una de las divisiones administrativas en las que se organiza este país), y rodeada por otras cuatro zonas urbanísticas: Downtown Core, Marina East, Marina South y Straits View. La zona que rodea la bahía propiamente dicha, también llamada Marina Bay, tiene una superficie de 360 hectáreas y se encuentra junto al Downtown Core, el centro tradicional de la ciudad. Marina Bay también es considerada el «nuevo» distrito financiero de Singapur, dado que fue construida principalmente en tierras ganadas al río Singapur a finales de la década de 1960 y principios de la década de 1970.
En esta zona se encuentra el parque Gardens by the Bay y edificios como Marina Bay Sands, Marina Bay Financial Centre, The Sail @ Marina Bay, Marina One y Suntec City. También se encuentra aquí la tribuna y el edificio de boxes del circuito callejero de Marina Bay, donde se disputa el Gran Premio de Singapur de Fórmula 1.

## Historia

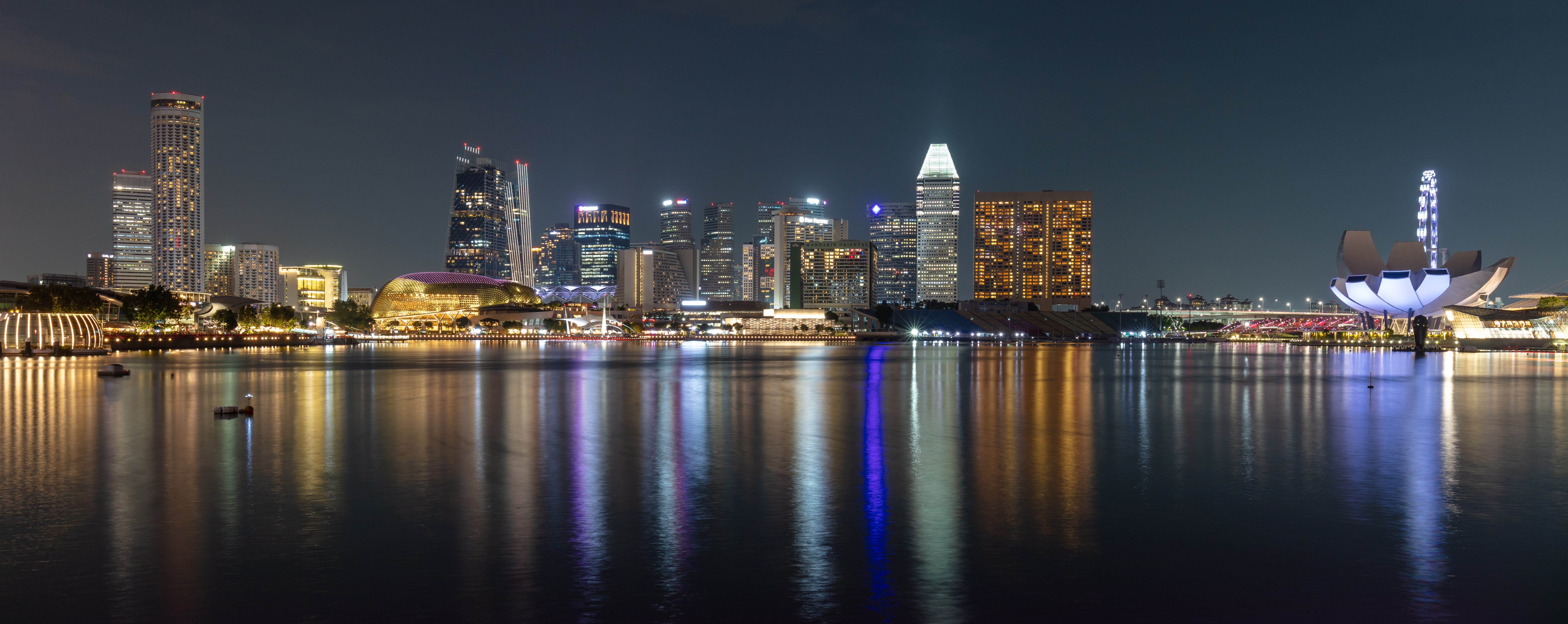
Marina Bay, con el Marina Centre al fondo.

En 1969 empezaron las obras para ganar tierras al mar en Marina Bay y crear 360 hectáreas de terrenos céntricos en primera línea de mar. Estos terrenos constituyen las actuales zonas de Marina Centre y Marina South, y las obras se completaron en 1992. Como consecuencia de las obras, el río Singapur ahora desemboca en la bahía en lugar de directamente en el mar.
Los proyectos a largo plazo para la zona de Marina Bay se articularon por primera vez en el plan maestro de 1983 de la Urban Redevelopment Authority (URA), que contemplaba que las zonas junto al mar se mantuvieran abiertas al público. En 1988 se presentó públicamente el plan de Marina Bay en una exposición de dos semanas en la que se exponían los objetivos del proyecto, entre los que estaban optimizar su ubicación junto al mar y crear una imagen emblemática a nivel internacional que se convirtiera en un punto de referencia de la ciudad.
El plan maestro de la URA para Marina Bay pretendía fomentar una mezcla de usos en esta zona, incluidos los comerciales, residenciales, hoteleros y lúdicos, y convertirla en un distrito financiero vibrante las veinticuatro horas del día para «trabajar, vivir y divertirse». En 2005, la URA se gastó 400 000 dólares de Singapur en consultoría para renombrar la zona de Marina Bay y se consideraron unos cuatrocientos nombres posibles, pero finalmente se decidió mantener el nombre original, Marina Bay.
El gobierno de Singapur se gastó 35 millones de dólares para completar la Waterfront Promenade, un paseo marítimo de 3.5 km de longitud que rodea Marina Bay. Incluye un nuevo centro de visitantes y el Helix Bridge, que conecta Bayfront con Marina Centre, donde se encuentra el Youth Olympic Park. The Promontory @ Marina Bay (antiguamente llamado Central Promontory Site) será usado como espacio público y de eventos provisional para actividades como teatros y carnavales.

## Eventos

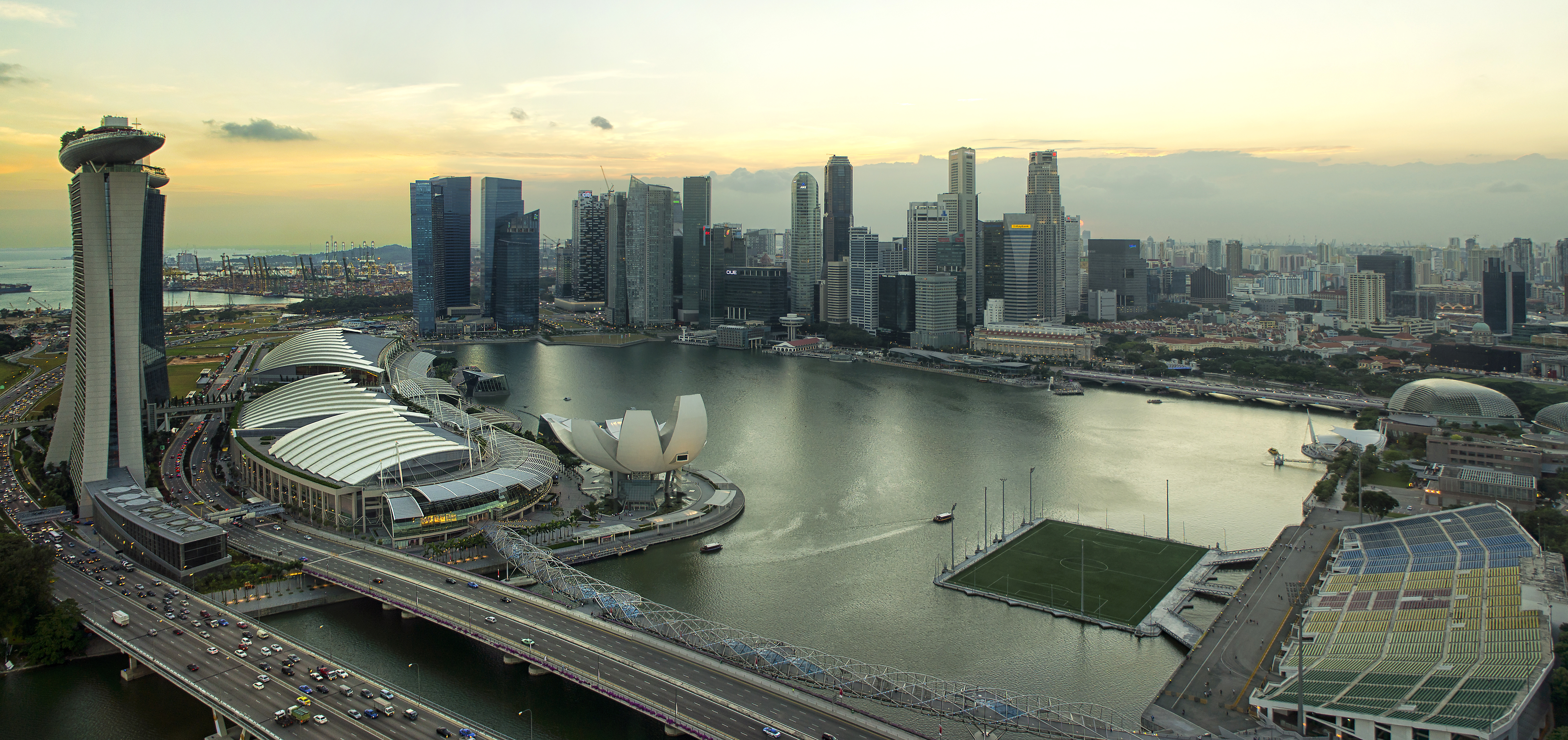
Marina Bay vista desde el Singapore Flyer al atardecer.

Desde 2008, el Gran Premio de Singapur de Fórmula 1 se ha celebrado cada año en un circuito callejero adyacente a Marina Bay. Desde su construcción en 2007, The Float@Marina Bay, un estadio flotante, ha albergado eventos como el desfile del Día Nacional, la cuenta atrás de Nochevieja y celebraciones de fuegos artificiales de Singapur, y también se usa como grada de espectadores para el Gran Premio de Singapur. Además, ha albergado las ceremonias de apertura y clausura de los Juegos Olímpicos de la Juventud de 2010.
La zona también alberga el festival anual de iluminación sostenible i Light Marina Bay. The Lawn, un espacio de eventos situado junto a Marina Bay Sands, albergó la primera edición en el extranjero de ArtBox Bangkok en dos fines de semana, del 14 al 16 y del 21 al 23 de abril de 2017.

## Infraestructura

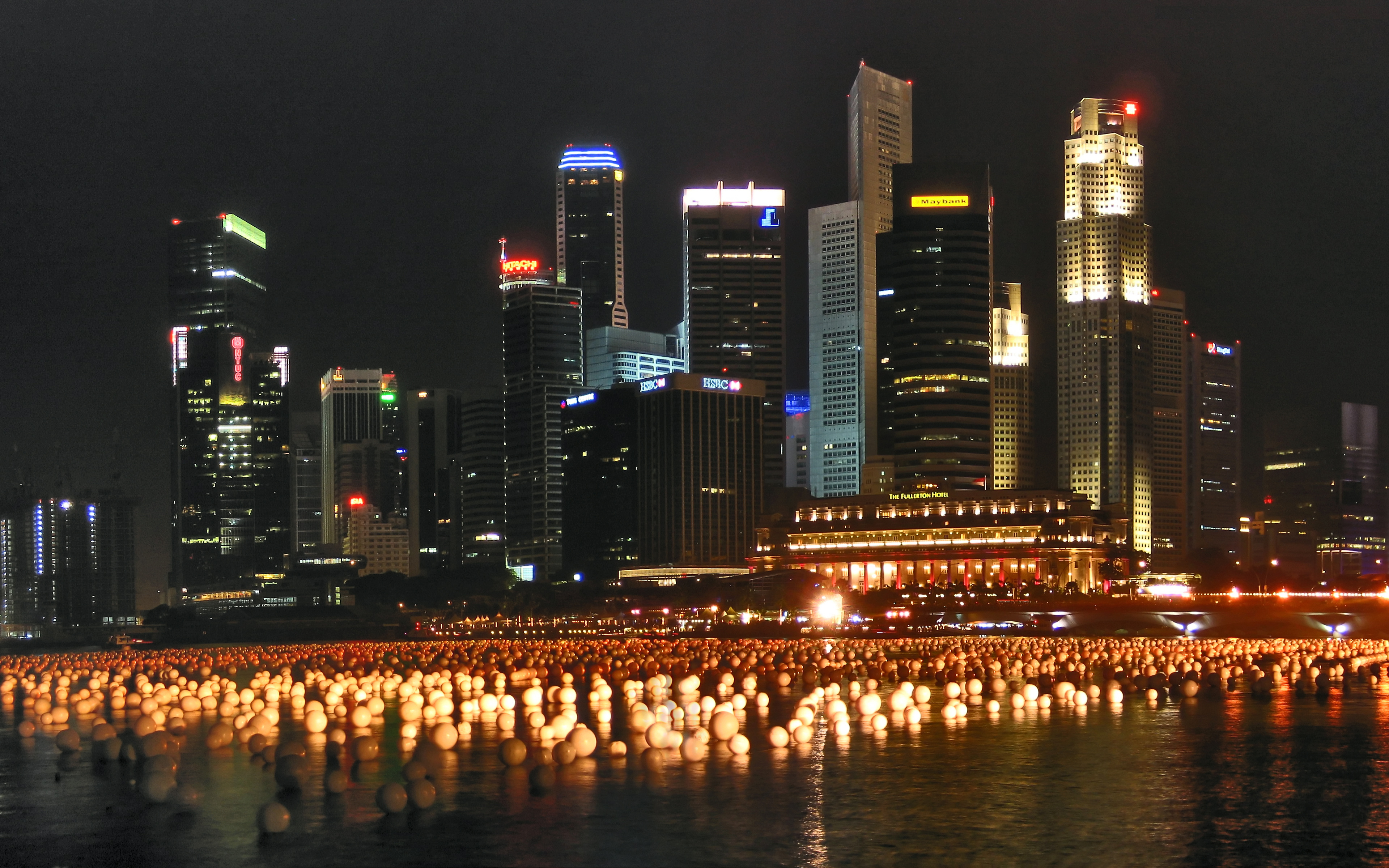
Marina Bay con el skyline de Raffles Place en 2006.

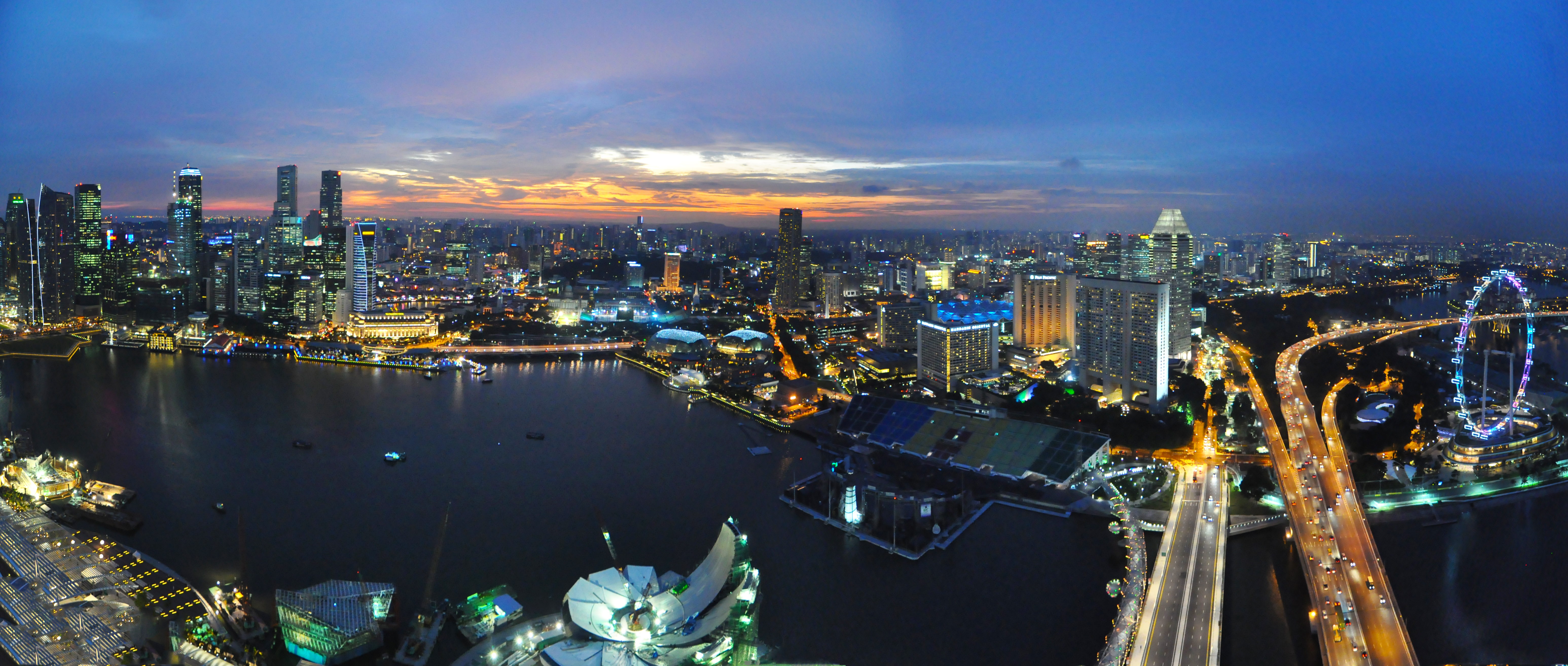
Vista aérea de Marina Bay por la tarde.

### Common Services Tunnel
El Common Services Tunnel (literalmente, «túnel de servicios comunes») es un túnel de servicios situado en la zona de Marina Bay que alberga cables de telecomunicaciones, líneas eléctricas, tuberías y espacio para tuberías neumáticas de recogida de basura.
En mayo de 2010 también se encargó una planta de refrigeración de distrito, que suministra agua refrigerada para el aire acondicionado de los edificios de la zona mediante tuberías albergadas en el túnel. Su construcción costó unos 110 millones de dólares, y es capaz de servir a 1.25 millones de metros cuadrados de superficie, liberando así el espacio que se debía utilizar en cada edificio para las plantas y torres de refrigeración. Esta planta empezó a funcionar el 3 de marzo de 2016.

### Gestión del agua
En 2004, la Junta de Servicios Públicos anunció el proyecto de construir una presa en el Marina Channel. Esta presa fue completada en 2008. Conocida como Marina Barrage, transformó Marina Bay y la cuenca Kallang en un embalse de agua dulce con acceso limitado del transporte marítimo para regular la calidad del agua. El nuevo embalse proporciona otra fuente de agua potable a Singapur, así como un nivel estable del agua para varias actividades y eventos acuáticos. La presa también evitará las inundaciones en la zona de Chinatown.

### Transporte
Actualmente, el Metro de Singapur tiene ocho estaciones en Marina Bay: City Hall, Raffles Place, Marina Bay, Bayfront, Downtown, Telok Ayer, Esplanade y Promenade, que la hacen la zona de Singapur con mejores comunicaciones por metro. Las dos primeras nuevas líneas del metro (Circle Line y Downtown Line) se inauguraron entre 2012 y 2014. En 2018, la zona de Marina Bay ya tenía seis estaciones del metro, todas ellas a menos de cinco minutos entre sí. En el futuro, la Thomson Line creará mejores conexiones en Marina South. Una red peatonal conecta los lugares de interés y las estaciones del metro entre sí.

## Principales proyectos

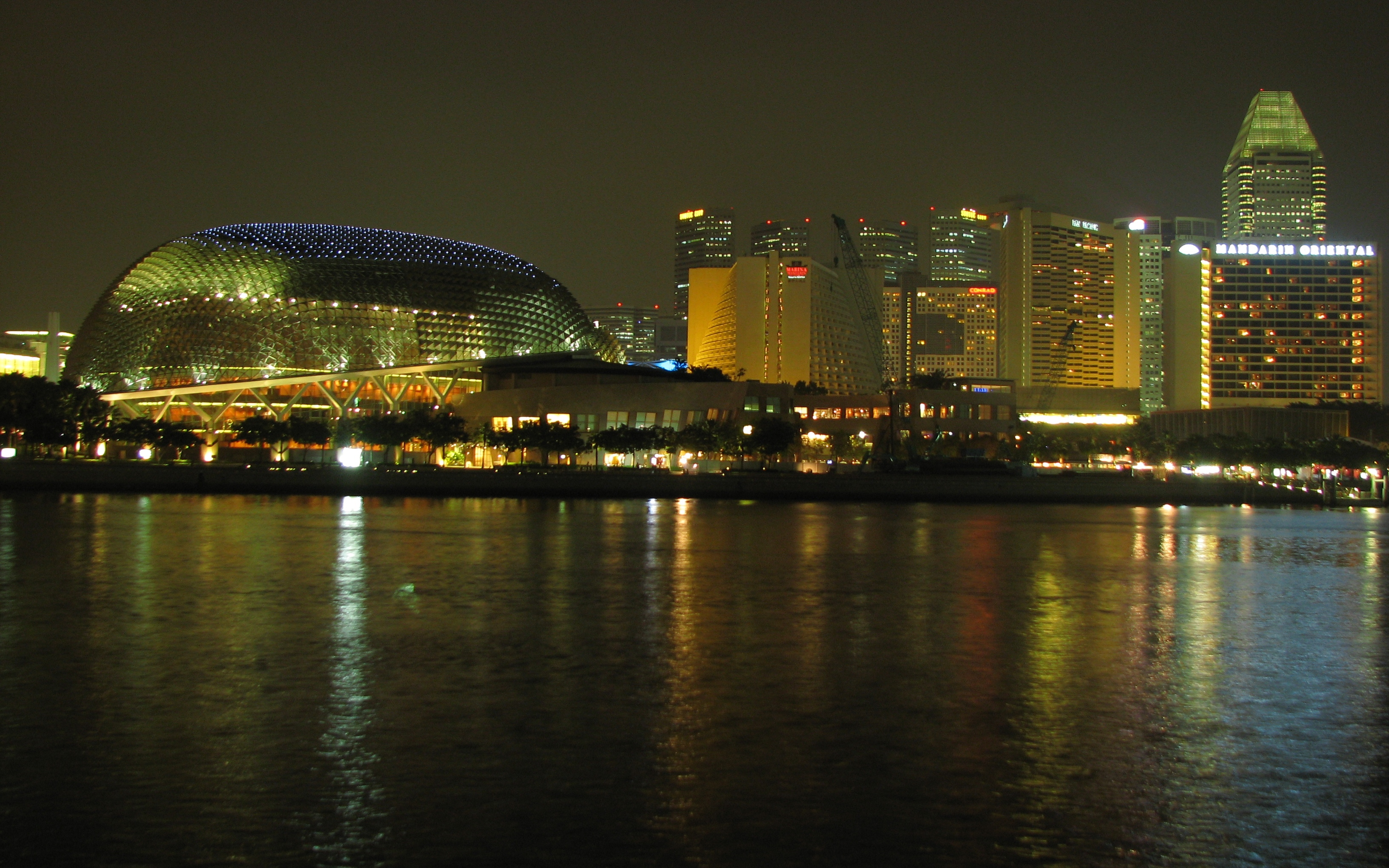
Marina Bay en 2007, con los Esplanade Theatres al fondo.

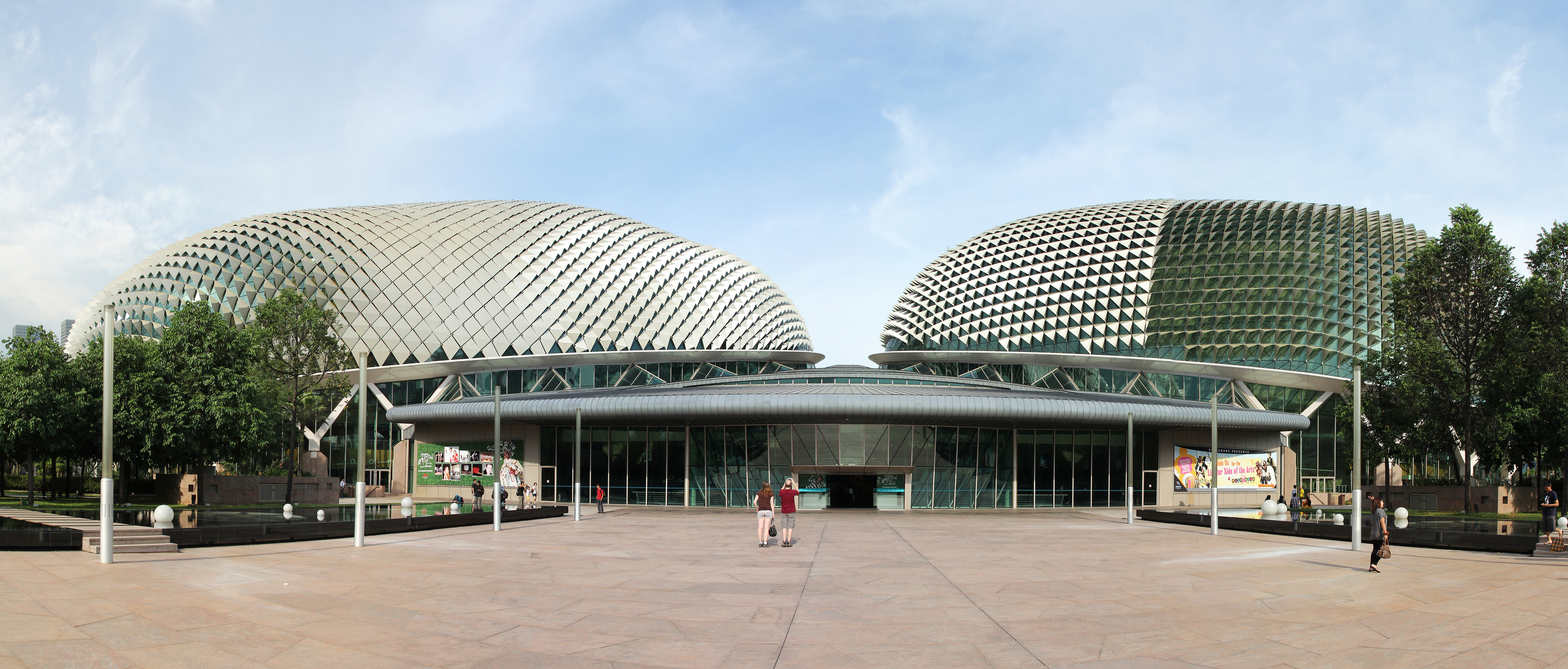
El Performing Arts Centre, en Marina Bay.

### En Marina Bay
| - ArtScience Museum - Asia Square - Bayfront Bridge - Circle Line - Clifford Pier - Common Services Tunnel - Downtown Line - Esplanade – Theatres on the Bay - Gardens by the Bay - Circuito callejero de Marina Bay - The Fullerton Hotel Singapore - Helix Bridge | - Marina Barrage - Terminal de Cruceros de Marina Bay - Marina Bay Financial Centre - Campo de Golf de Marina Bay - Marina Bay Link Mall - Marina Bay Sands - Marina Bay Suites - Marina Coastal Expressway - Marina South Pier - Marina Square - Millenia Walk - North South Line | - One Marina Boulevard - One Raffles Quay - One Shenton Way - OUE Bayfront - Singapore Flyer - Suntec City - The Float at Marina Bay - The Lawn @ Marina Bay - The Promontory @ Marina Bay - The Sail @ Marina Bay - Thomson–East Coast Line - Youth Olympic Park |

## En la cultura popular
- En la película Independence Day: Resurgence, Marina Bay es destruida por una nave extraterrestre.[20]
- Marina Bay y sus edificios más representativos aparecieron en la película estadounidense de 2018 Crazy Rich Asians.